# Боб Гейні (хокеїст)
Боб Гейні (англ. Bob Gainey, нар. 13 грудня 1953, Пітерборо) — колишній канадський хокеїст, що грав на позиції крайнього нападника. Грав за збірну команду Канади. Згодом — хокейний тренер.
Член Зали слави хокею з 1992 року. Володар Кубка Стенлі. Провів понад тисячу матчів у Національній хокейній лізі. 

## Ігрова кар'єра
Хокейну кар'єру розпочав 1971 року.
1973 року був обраний на драфті НХЛ під 8-м загальним номером командою «Монреаль Канадієнс». 
Усю професійну клубну ігрову кар'єру, що тривала 17 років, провів, захищаючи кольори команди «Монреаль Канадієнс».
Загалом провів 1342 матчі в НХЛ, включаючи 182 ігор плей-оф Кубка Стенлі.
Виступав за національну збірну Канади, провів 32 ігор в її складі.

## Статистика

### Клубні виступи
| Сезон        | Клуб                      | Ліга         | Регулярна першість | Регулярна першість | Регулярна першість | Регулярна першість | Регулярна першість | Плей-оф | Плей-оф | Плей-оф | Плей-оф | Плей-оф |
| Сезон        | Клуб                      | Ліга         | І                  | Г                  | П                  | О                  | ШХ                 | І       | Г       | П       | О       | ШХ      |
| ------------ | ------------------------- | ------------ | ------------------ | ------------------ | ------------------ | ------------------ | ------------------ | ------- | ------- | ------- | ------- | ------- |
| 1971–72      | «Пітерборо Пітс»          | ОХЛ          | 1                  | 0                  | 0                  | 0                  | 31                 | —       | —       | —       | —       | —       |
| 1972–73      | «Пітерборо Пітс»          | ОХЛ          | 52                 | 22                 | 21                 | 43                 | 99                 | —       | —       | —       | —       | —       |
| 1973–74      | «Монреаль Канадієнс»      | НХЛ          | 66                 | 3                  | 7                  | 10                 | 34                 | 6       | 0       | 0       | 0       | 6       |
| 1973–74      | «Нова Шотландія Вояджерс» | АХЛ          | 6                  | 2                  | 5                  | 7                  | 4                  | —       | —       | —       | —       | —       |
| 1974–75      | «Монреаль Канадієнс»      | НХЛ          | 80                 | 17                 | 20                 | 37                 | 49                 | 11      | 2       | 4       | 6       | 4       |
| 1975–76      | «Монреаль Канадієнс»      | НХЛ          | 78                 | 15                 | 13                 | 28                 | 57                 | 13      | 1       | 3       | 4       | 20      |
| 1976–77      | «Монреаль Канадієнс»      | НХЛ          | 80                 | 14                 | 19                 | 33                 | 41                 | 14      | 4       | 1       | 5       | 25      |
| 1977–78      | «Монреаль Канадієнс»      | НХЛ          | 66                 | 15                 | 16                 | 31                 | 57                 | 15      | 2       | 7       | 9       | 14      |
| 1978–79      | «Монреаль Канадієнс»      | НХЛ          | 79                 | 20                 | 18                 | 38                 | 44                 | 16      | 6       | 10      | 16      | 10      |
| 1979–80      | «Монреаль Канадієнс»      | НХЛ          | 64                 | 14                 | 19                 | 33                 | 32                 | 10      | 1       | 1       | 2       | 4       |
| 1980–81      | «Монреаль Канадієнс»      | НХЛ          | 78                 | 23                 | 24                 | 47                 | 36                 | 3       | 0       | 0       | 0       | 2       |
| 1981–82      | «Монреаль Канадієнс»      | НХЛ          | 79                 | 21                 | 24                 | 45                 | 24                 | 5       | 0       | 1       | 1       | 8       |
| 1982–83      | «Монреаль Канадієнс»      | НХЛ          | 80                 | 12                 | 18                 | 30                 | 43                 | 3       | 0       | 0       | 0       | 4       |
| 1983–84      | «Монреаль Канадієнс»      | НХЛ          | 77                 | 17                 | 22                 | 39                 | 41                 | 15      | 1       | 5       | 6       | 9       |
| 1984–85      | «Монреаль Канадієнс»      | НХЛ          | 79                 | 19                 | 13                 | 32                 | 40                 | 12      | 1       | 3       | 4       | 13      |
| 1985–86      | «Монреаль Канадієнс»      | НХЛ          | 80                 | 20                 | 23                 | 43                 | 20                 | 20      | 5       | 5       | 10      | 12      |
| 1986–87      | «Монреаль Канадієнс»      | НХЛ          | 47                 | 8                  | 8                  | 16                 | 19                 | 17      | 1       | 3       | 4       | 6       |
| 1987–88      | «Монреаль Канадієнс»      | НХЛ          | 78                 | 11                 | 11                 | 22                 | 14                 | 6       | 0       | 1       | 1       | 6       |
| 1988–89      | «Монреаль Канадієнс»      | НХЛ          | 49                 | 10                 | 7                  | 17                 | 34                 | 16      | 1       | 4       | 5       | 8       |
| 1989–90      | «Епіналь Екюрель»         | Дивізіон 2   | 18                 | 14                 | 12                 | 26                 | 16                 | 10      | 6       | 7       | 13      | 14      |
| Усього в НХЛ | Усього в НХЛ              | Усього в НХЛ | 1160               | 239                | 262                | 501                | 585                | 182     | 25      | 48      | 73      | 151     |

### Збірна
| Рік                | Команда            | Турнір             |    | І | Г  | П  | О | ШХ |
| ------------------ | ------------------ | ------------------ | -- | - | -- | -- | - | -- |
| 1976               | Канада             | КК                 | 5  | 2 | 0  | 2  | 2 |    |
| 1981               | Канада             | КК                 | 7  | 1 | 3  | 4  | 2 |    |
| 1982               | Канада             | ЧС                 | 10 | 2 | 1  | 3  | 0 |    |
| 1986               | Канада             | ЧС                 | 10 | 0 | 6  | 6  | 2 |    |
| Національна збірна | Національна збірна | Національна збірна | 32 | 5 | 10 | 15 | 6 |    |

## Тренерська робота
1990 року розпочав тренерську роботу в НХЛ. Працював з командами «Даллас Старс», «Міннесота Норт-Старс» та «Монреаль Канадієнс».

### Тренерська статистика
| Команда | Сезон   | Регулярний сезон | Регулярний сезон | Регулярний сезон | Регулярний сезон | Регулярний сезон | Регулярний сезон | Регулярний сезон | Плей-оф                          |
| Команда | Сезон   | І                | В                | П                | Н                | ПОТ              | О                | Результат        | Результат                        |
| ------- | ------- | ---------------- | ---------------- | ---------------- | ---------------- | ---------------- | ---------------- | ---------------- | -------------------------------- |
| МІН     | 1990–91 | 80               | 27               | 39               | 14               | -                | 68               | 4-е в ДН         | Поразка у фіналі Кубка Стенлі    |
| МІН     | 1991–92 | 80               | 32               | 42               | 6                | -                | 70               | 4-е в ДН         | програш у першому раунді плей-оф |
| МІН     | 1992–93 | 84               | 36               | 38               | 10               | -                | 82               | 5-е в ДН         | не вийшли у плей-оф              |
| ДАЛ     | 1993–94 | 84               | 42               | 29               | 13               | -                | 97               | 3-є в ЦД         | програш у другому раунді плей-оф |
| ДАЛ     | 1994–95 | 48               | 17               | 23               | 8                | -                | 42               | 5-е в ЦД         | програш у першому раунді плей-оф |
| ДАЛ     | 1995–96 | 39               | 11               | 19               | 9                | -                | (66)             | 6-е в ЦД         | (пішов у відставку)              |
| МОН     | 2005–06 | 41               | 23               | 15               | -                | 3                | (93)             | 3-є в ПСД        | програш у першому раунді плей-оф |
| МОН     | 2008–09 | 16               | 6                | 6                | -                | 4                | (93)             | 2-е в ПСД        | програш у першому раунді плей-оф |
| Усього  | Усього  | 472              | 194              | 211              | 60               | 7                |                  |                  |                                  |

## Нагороди та досягнення

### Як гравця
- Володар Кубка Стенлі (5)[1] — 1976, 1977, 1978, 1979, 1986
- Бронзовий призер чемпіонату світу (2) — 1982, 1983
- Приз Конна Смайта — 1979
- Приз Френка Селке (4) — 1978, 1979, 1980, 1981